# Вийой
Вийой (на старых картах — Видё; фар. Viðoy) — остров, расположенный в северной части Фарерских островов, являющийся самой северной их оконечностью. Располагается между островами Фуглой и Борой.
Название острова означает «лесной остров», хотя здесь практически нет деревьев — имеются в виду большие скопления плавника на побережье острова.

## География

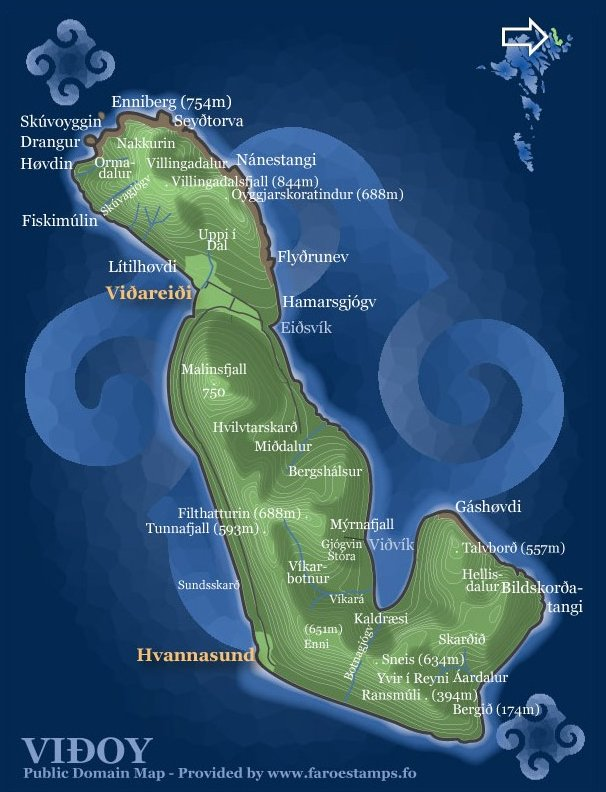
Карта острова Вийой

На острове находится самая северная точка Фарерских островов. Вийой имеет вытянутую форму (с северо-запада на юго-восток). Местность преимущественно горная. Наиболее высокие горы расположены в северной части острова. Здесь находится самая высокая точка острова и всей северной группы островов, третья по высоте на Фарерах — гора Видлингадальсфьядль (фар. Villingadalsfjall, 841 м). На юге горы ниже. Всего на острове расположено 11 горных вершин, высотой от 481 до 841 м.

## Население

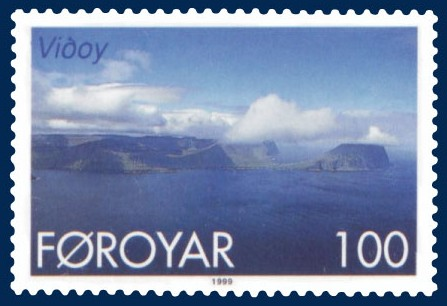
Почтовая марка 1999 года, на которой изображён остров Вийой

На острове имеется два поселения: Кваннасунд (фар. Hvannasund) на юго-западном побережье и Виярайи (фар. Viðareiði) в северо-западной части острова. Поселения соединены автомобильной дорогой, проходящей вдоль западного побережья острова. Также остров соединён автомобильной дорогой с поселением Нордепиль, расположенным на острове Бордой, и автобусным маршрутом со вторым по величине населённым пунктом Фарерских островов — городом Клаксвуйк.